# Мартьє Годері
Мартьє Годері  (нід. Maartje Goderie, 5 квітня 1984) — нідерландська хокеїстка на траві, олімпійська чемпіонка.

## Виступи на Олімпіадах
| Олімпіада   | Дисципліна     | Місце |
| ----------- | -------------- | ----- |
| Пекін 2008  | хокей на траві | 1     |
| Лондон 2012 | хокей на траві | 1     |